# Ратиборское княжество
Ратибо́рское кня́жество (чеш. Ratibořské knížectví, пол. Księstwo Raciborskie) или Герцогство Ратибор (лат. Ducatus Ratiboria, нем. Herzogtum Ratibor) — одно из силезских княжеств со столицей в Рацибуже (Ратиборе).

## История

### Первое создание
Ратиборское княжество было основано при делении Силезского княжества между братьями Конрадом I и Мешко I в 1173 году. Центром его стал город Рацибуж, выросший вокруг городища Ратибора, впервые упомянутого в 1108 году, которое в 1155 году было центром феодального кастеляна.
Под давлением Фридриха Барбароссы силезскому князю Болеславу пришлось в 1163 году передать Силезию сыновьям своего единокровного брата Владислава. Пока существовала угроза со стороны Болеслава, братья правили совместно, но в 1172 году трения между ними дошли до открытого конфликта. При разделе княжества младший брат Мешко I Плясоногий получил меньший по площади верхнесилезский регион с центром в Рацибуже. В состав Ратиборского княжества вошли города Рацибуж, Козле и Цешин. В 1177 году князь Казимир II Справедливый занял краковский трон и, желая заключить мир с Мешко Плясоногим,  передал ему города Бытом, Освенцим, Миколув, Севеж и Пщину.
В 1201 году умер Болеслав Долговязый, брат Мешко. Незадолго до этого Болеслав после смерти не оставившего наследников старшего сына Ярослава унаследовал Опольское княжество. Наследовал Болеславу во Вроцлаве и Ополе его сын Генрих I Бородатый. Однако уже в 1202 году Мешко Плясоногий, воспользовавшись затруднениями племянника, захватил Опольское княжество. Генрих предпочёл договориться с Мешко о том, что тот выплатит за Ополе денежную компенсацию. Так образовалось Опольско-ратиборское княжество.

### Второе создание

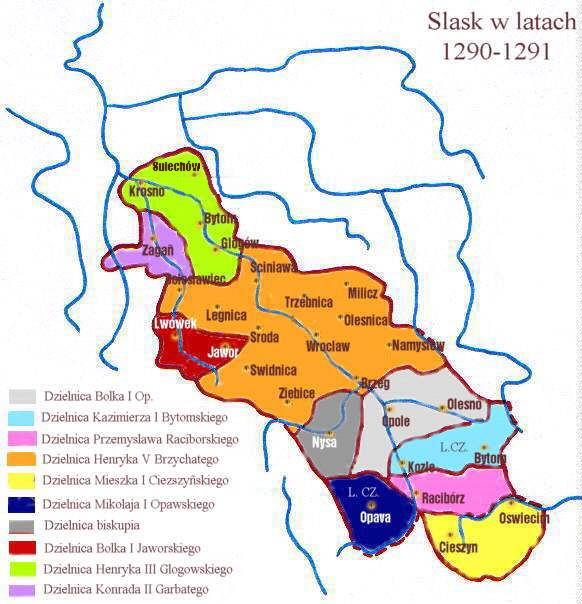
Силезия в 1290—1291 годах. Ратиборское княжество выделено розовым цветом.

Второй раз самостоятельное Ратиборское княжество было образовано в 1281/1282 году, когда после смерти князя Владислава Опольского его четыре сына разделили княжество: старший сын Мешко I и самый младший сын Пшемыслав получили Рацибуж, а второй и третий сыновья Казимир и Болеслав I унаследовали Ополе. Мешко вместе со своим младшим братом Пшемыславом также получил в совместное владение города Цешин и Освенцим. Мешко и Пшемыслав поначалу совместно управляли Ратиборским княжеством, однако в 1290 году предпочли разделить владения: старший сын Мешко получил Цешин, а младший Пшемыслав — Рацибуж. На этот раз в состав княжества вошли, помимо Рацибужа, города Водзислав-Слёнски, Жоры, Рыбник, Миколув и Пщина. Год спустя после образования независимого княжества Пшемыслав принёс вассальную присягу чешскому королю Вацлаву II.
Унаследовавший княжество сын Пшемыслава Лешек в 1327 году вместе с другими верхнесилезскими князьями принёс вассальную присягу чешскому королю Яну Люксембургскому. В 1336 году Лешек умер, не оставив наследника, и в 1337 году Ян Люксембургский передал княжество опавскому князю Микулашу II из побочной линии чешской королевской династии Пржемысловичей, в результате чего образовалось Ратиборско-опавское княжество.
Во время конфликта между князем Генрихом IV Вроцлавским и епископом Вроцлавским Томасом II Зарембой в 1285 году князь Пшемыслав предоставил защиту епископу в замке Рацибуж. В качестве благодарности епископ освятил построенный Пшемыславом в Рацибуже доминиканский монастырь, посвятив её святому Фоме Кентерберийскому. В период 1299–1306 годов князь Пшемыслав пожертвовал монастырю земли с постройками; первой настоятельницей монастыря была его дочь Евфимия, причисленная впоследствии к лику святых.

### Третье создание
В третий раз отдельное Ратиборское княжество образовалось в 1437 году, когда сыновья Яна II Железного поделили Ратиборско-крновское княжество: старший сын Вацлав взял себе небольшую его часть со столицей, городом Рацибуж. Его потомки правили до 1521 года, когда бездетным умер последний из них, Валентин Горбатый. В соответствии с договором о взаимном наследовании, который в 1511 году Валентин заключил с опольским князем Яном II Добрым, последний унаследовал Ратиборское княжество и объединил его с другими своими владениями в единое Опольско-ратиборское княжество.

## Князья Рацибужа
| #                                                                         | Портрет                                                                   | Имя (годы жизни)                                                          | Родители                                                                  | Годы правления | Примечания |
| ------------------------------------------------------------------------- | ------------------------------------------------------------------------- | ------------------------------------------------------------------------- | ------------------------------------------------------------------------- | -------------- | --- |
| 1                                                                         |                                                                           | Мешко I Плясоногий (1132/1146 — 16 мая 1211)                              | Владислав II Изгнанник Агнесса Бабенбергская                              | 1173–1202      | Князь Силезский (с 1163 по 1173 год), князь Опольский (в 1202 году), князь Опольско-ратиборский (с 1202 по 1211 год) |
| Объединено с Опольским княжеством в единое Опольско-ратиборское княжество | Объединено с Опольским княжеством в единое Опольско-ратиборское княжество | Объединено с Опольским княжеством в единое Опольско-ратиборское княжество | Объединено с Опольским княжеством в единое Опольско-ратиборское княжество | 1202–1281/1282 | |
| 2                                                                         |                                                                           | Мешко I Цешинский (1252/1256 — 1314/1315)                                 | Владислав Опольский Евфимия Великопольская                                | 1281/1282–1290 | Князь Цешинский (с 1290 по 1314/1315 год) |
| 3                                                                         |                                                                           | Пшемыслав Ратиборский (1258/1268 — 7 мая 1306)                            | Владислав Опольский Евфимия Великопольская                                | 1281/1282–1306 | |
| 4                                                                         |                                                                           | Лешек Ратиборский (1290/1291 — 1336)                                      | Пшемыслав Ратиборский Анна Мазовецкая                                     | 1306–1336      | князь Козленский (с 1334 по 1336 год) |
| Объединено с Опавским княжеством в Ратиборско-опавское княжество          | Объединено с Опавским княжеством в Ратиборско-опавское княжество          | Объединено с Опавским княжеством в Ратиборско-опавское княжество          | Объединено с Опавским княжеством в Ратиборско-опавское княжество          | 1337–1377      | |
| В составе Ратиборско-крновского княжества                                 | В составе Ратиборско-крновского княжества                                 | В составе Ратиборско-крновского княжества                                 | В составе Ратиборско-крновского княжества                                 | 1377–1437      | |
| 5                                                                         |                                                                           | Вацлав II Ратиборский (ок.1405 — 29 октября 1456)                         | Ян II Железный Елена Литовская                                            | 1437–1456      | князь Ратиборско-крновский (с 1424 по 1437 год) |
| 6                                                                         |                                                                           | Ян V Ратиборский (ок.1446 — 14 апреля 1493)                               | Вацлав II Ратиборский Малгожата Шамотульская                              | 1456–1493      | |
| 7                                                                         |                                                                           | Микулаш VI Ратиборский (ок.1483 — 1506)                                   | Ян V Ратиборский Магдалена Опольская                                      | 1493–1506      | |
| 8                                                                         |                                                                           | Ян VI Ратиборский (ок.1484 — 1506)                                        | Ян V Ратиборский Магдалена Опольская                                      | 1493–1506      | |
| 9                                                                         |                                                                           | Валентин Горбатый (ок.1485 — 13 ноября 1521)                              | Ян V Ратиборский Магдалена Опольская                                      | 1493–1521      | |
| 10                                                                        |                                                                           | Ян II Добрый (ок.1460 — 27 марта 1532)                                    | Николай I Опольский Магдалена Бжегская                                    | 1521           | князь Опольский (с 1476 по 1521 год), князь Бжегский (с 1476 по 1481 год), князь Стшелецкий (с 1476 по 1532 год), князь Немодлинский (с 1497 по 1532 год), князь Бытомский (с 1498 по 1521 год), князь Козленский (с 1509 по 1521 год), князь Опольско-ратиборский (с 1521 по 1532 год) |
| В 1521 году вошло в состав единого Опольско-ратиборского княжества        |                                                                           |                                                                           |                                                                           |                | |